# Садки (Острозька міська громада)
Садки́ — село в Україні, в Рівненському районі Рівненської області. Населення становило 262 осіб у 2001 році. У 2024 році населення становило 157 осіб.

## Географія
Селом протікає річка Безіменна.

## Історія
Село розляглося на схилах долини, на дні якої  пропливає річка, яка випливає з лісового урочища Кураж.
Вперше згадується в 1478  році разом із селом Квасовим, якими володів пан Ванько  зі своїми братами і паном Олехном Джусою. У 1570 році одна частина села належала Григорієві Джусу, а інша — Яхимові Лащу. Пізніше село належало Фірлеям. 
В кінці XIX століття в селі було 58 будинків та мешкало 405  осіб, водяний млин, школа. За переписом 1911 року в Сіянцях до великої земельної власності належало 125 десятин.
У 1906 році село Сіянецької волості Острозького повіту Волинської губернії. Відстань від повітового міста 20 верст, від волості 2. Дворів 76, мешканців 503.